# Livingston
Livingston (en gaélico escocés: Baile Dhùn Lèibhe) es una localidad situada en el concejo de West Lothian en Escocia, Reino Unido. Livingston es la cuarta ciudad planeada construida en Escocia tras la Segunda Guerra Mundial en 1962. Está situada a 25 km al oeste de Edimburgo y a 50 km al este de Glasgow, y rodeada por las localidades de Broxburn al noreste y Bathgate al noroeste. Otras ciudades vecinas son Polbeth, West Calder, East Calder, Mid Calder, Uphall Station y Pumpherston.

## Historia
El nombre de Livingston proviene de un antiguo poblador flamenco, llamado De Leving, a quien le fue concedido el terreno, y que construyó una torre fortificada en la zona. El asentamiento pasó así a llamarse Levingstoun, Layingston y finalmente Livingston. Hasta 1963 el área que rodeaba al antiguo pueblo eran terrenos agrícolas.
La moderna ciudad de Livingston fue construida tras la aprobación del «Acta de Nuevas Ciudades» (New Towns Act) de 1946 (enmendada en 1959), para solucionar los problemas de hacinamiento de la población de Glasgow. Livingston fue la cuarta de las cinco ciudades que se construyeron a tal efecto (las demás fueron East Kilbride, Glenrothes, Cumbernauld e Irvine). Para construir la ciudad, se constituyó una organización semiautónoma, la Livingston Development Corporation (LDC). Esta corporación estuvo a cargo de Livingston hasta mediados de los años 1990, cuando su mandato expiró y el control de la ciudad pasó al concejo de West Lothian. La última construcción importante llevada a cabo por la LDC fue el estadio del renombrado Livingston FC. Desde que depende de West Lothian se han acometido otras obras públicas de envergadura, como la construcción de un campus para el West Lothian College.

## Demografía
Livingston es según el censo de 2011 la séptima localidad de Escocia en población con 56 269 habitantes, y su área metropolitana 59 511 (2001). Livingston es la localidad más grande de West Lothian y la segunda población más grande de ambos Lothians, tras Edimburgo.
Se construyó alrededor de un conjunto de pequeños pueblos, como Livingston Village, Bellsquarry o la Estación de Livingston (hoy en día Nether Dechmont o Deans). Contiene varias áreas residenciales, como Craigshill, Howden, Dedridge, Ladywell, Knightsridge, Murieston, Adambrae, Deans o Eliburn. 

### Religión
En un caso único en Escocia, Livingston ha sido designada como "parroquia ecuménica", en una iniciativa conjunta de la Iglesia de Escocia, la Iglesia Episcopaliana de Escocia, la Iglesia Metodista del Reino Unido y la Iglesia Unida Reformada. Esta parroquia única tiene seis lugares de culto.
Además de esta parroquia, existe otra denominada Livingston Old Parish Church, que pertenece únicamente a la Iglesia de Escocia. También existen iglesias de otras denominaciones cristianas, en especial católicas.